# کتاب‌نامه
کتاب‌نامه (انگلیسی: Partwork) به نشریه مجله‌مانند و موقتی اطلاق می‌شود که معمولاً به صورت هفتگی، دو هفته‌نامه یا ماهنامه برای یک موضوع خاص منتشر می‌شود. هر سری به گونه‌ای طراحی شده است که یک موضوع خاص را پوشش دهد، مانند ورزش، سرگرمی‌ها یا داستان‌های کودکان و معمولاً با تبلیغات گسترده تلویزیونی، به ویژه در بریتانیا، پشتیبانی می‌شود. کتاب‌نامه‌ها معمولاً و نهایتاً به تشکیل یک مجموعه کامل منجر می‌شوند، آن‌ها همچنین می‌توانند به ایجاد آثار مرجع یا دایرةالمعارف‌ها تبدیل شوند.
آن‌ها به‌ویژه در بریتانیا موفقیت‌آمیز بودند و در سال ۲۰۰۳ به عنوان چهارمین بخش پرفروش مجله‌ها شناخته شدند. تخفیف برای شماره‌های اولیه معمول است و همان سری می‌تواند به زبان‌ها و شکل‌های مختلف در سراسر جهان فروخته شود. به‌طور تاریخی، بسیاری از رمان‌های چارلز دیکنز در قرن نوزدهم به‌عنوان کتاب‌نامه منتشر شدند. در اواسط قرن بیستم، کتاب‌نامه به دایرةالمعارف‌ها، کتاب‌های آشپزی و سری‌های باغبانی گسترش یافتند. زن خانه‌دار بریتانیایی یک کتاب آشپزی از مارتا بردلی است که در سال ۱۷۵۶ منتشر شد.